# Shen Baozhen
Dans ce nom chinois, le nom de famille, Shen, précède le nom personnel.
Shen Baozhen (en chinois traditionnel : 沈葆禎 ; chinois simplifié : 沈葆祯 ; pinyin : Shěn Bǎozhēn ; 1820–1879) était un officiel chinois durant la dynastie Qing.

## Biographie
Né à Minhou dans la province du Fujian, il a obtenu le niveau le plus élevé dans les examens impériaux en 1847 et fut bientôt nommé à l'Académie Hanlin.
Ses grandes capacités administratives ont attiré l'attention de Zeng Guofan, qui l'a enrôlé pour aider à réprimer la révolte des Taiping. Après la suppression de la rébellion en 1864, Shen s'est activement impliqué dans le mouvement d'auto-renforcement et a plus tard travaillé au chantier naval de Fuzhou. Il a utilisé la compétence des techniciens et ouvriers français, notamment Prosper Giquel, pour construire des vaisseaux de guerre modernes et des navires commerciaux pour la Chine.
Il a également aidé à obtenir un règlement pacifique avec le Japon, à la suite de l'expédition japonaise de Taïwan de 1874. Il fut nommé vice-roi de Liangjiang en 1875 et est décédé en 1879 pendant son mandat.
Shen s'est marié à Lin Puqing (1821-77, 林普晴), la troisième fille de Lin Zexu. Elle a montré un grand courage et une grande ténacité lors du siège de Guangxin par les rebelles Taiping quand elle a soigné les troupes, a fait la cuisine pour elles et a coupé l'un de ses doigts pour écrire un message avec le sang[réf. nécessaire].